# Sunradio

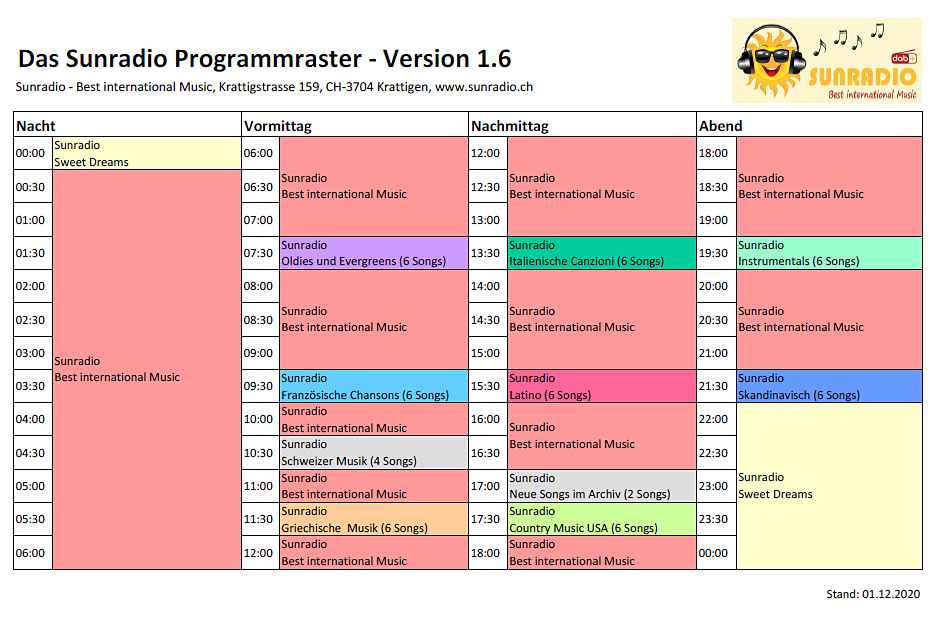
Sunradio Tagesprogramm

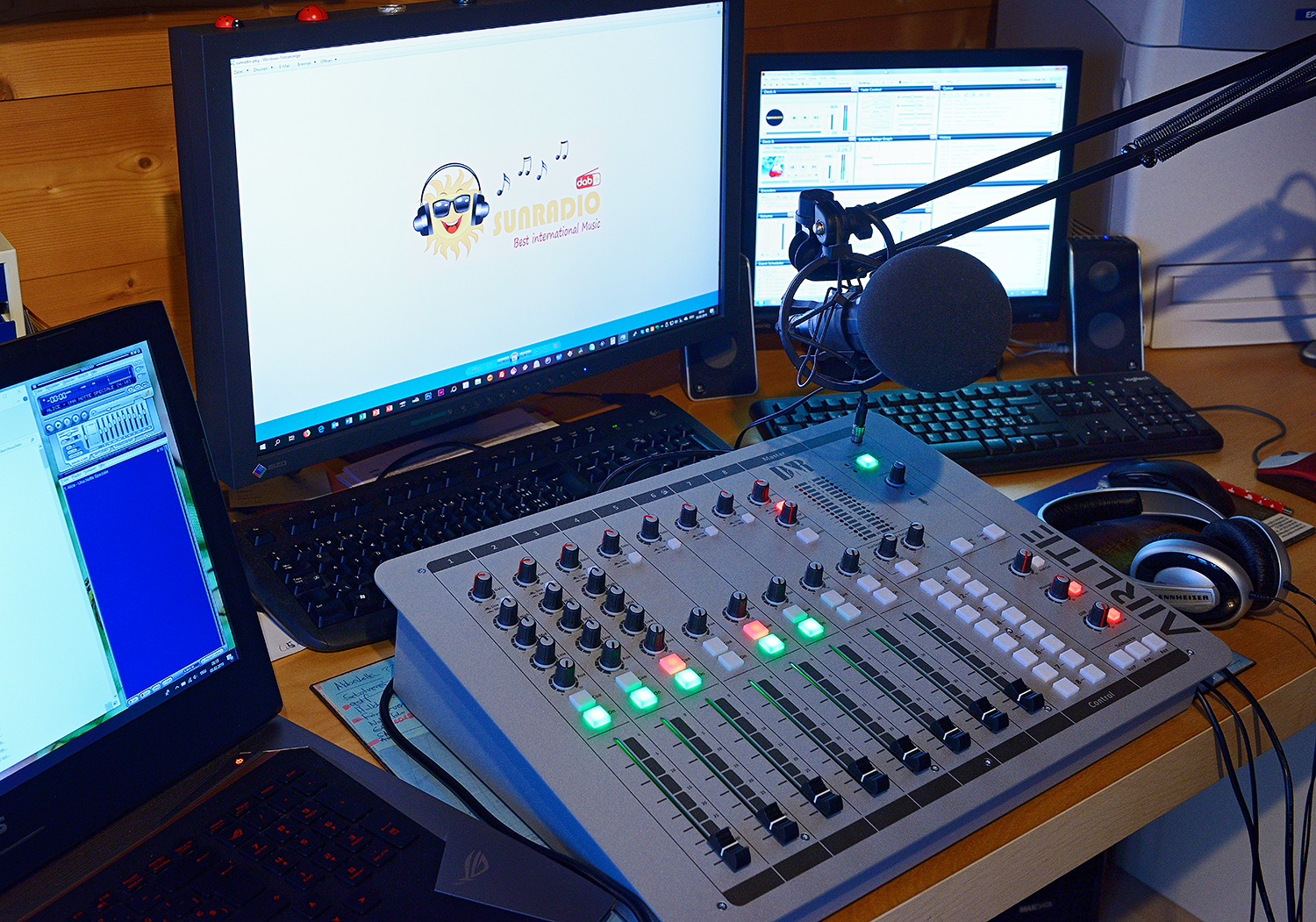
Blick in das Studio von Sunradio, in Krattigen.

Sunradio ist ein schweizerischer, nichtkommerzieller Radiosender mit Geschäftssitz in Krattigen (Kanton Bern). Betreiber des Angebotes ist Stefan Grünig. Es handelt sich bei Sunradio um ein unmoderiertes 24-Stunden Vollprogramm.

## Geschichte
Der erste Vorgänger von Sunradio war das im Sommer 1997 als Kurzversuch via UKW verbreitete Angebot Hitradio Niesen. Vom 30. Juni 2002 bis 30. Juni 2011 war Sunradio – Der Sonnenschein im Internet bereits als chatbegleitendes Webradio on Air, produziert mit moderierten Abendsendungen in Deutschland und der Schweiz. Seit 2011 sendete Sunradio auf einem privaten Stream für eine Handvoll Zuhörer, ganz im Verborgenen weiter. Betreut und am Leben gehalten wurde das Angebot zwischenzeitlich von Karl-Heinz Koch (xanti) aus Berlin. Seit 1. August 2018 ist das aktuelle Programm von Sunradio – Best international Music on Air und wird seit 1. Januar 2019 im Berner Oberland terrestrisch via DAB+ Kanal 6A verbreitet. Seit 4. Januar 2024 sendet Sunradio auch für das Berner Mittelland und den Kanton Solothurn auf DAB+. Zusätzliche Verbreitungswege sind Webstream, Swisscom blue TV, Sunrise TV, Quickline, Kabelnetze, diverse IP Angebote und mobile Apps.
Im Februar 2022 wurde Sunradio beim Schweizer Kabelnetzbetreiber Sunrise / UPC aufgeschaltet, so erreicht Sunradio auf einen Schlag ca. eine Million Haushalte mehr. Auf den Netzen der UPC und deren Partnerunternehmen ist Sunradio per DVB-C auf Kanal LCN 860 zu empfangen. Mit der IP-Aufschaltung bei Quickline kamen im Oktober 2022 noch einmal ca. 300'000 Haushalte dazu.

## Programm
Sunradio hat sich auf fremdsprachige Pop- und Rockmusik, vermischt mit Evergreens und Schlagern, spezialisiert (60 % international und fremdsprachig / 30 % bekannte Evergreens). Das Programm beinhaltet ebenfalls einen grossen Anteil an Musik aus der Schweiz, vorwiegend im Dialekt gesungen (10 %). Tagsüber werden 6 Musikthemenblöcke ausgestrahlt, mit folgenden Themen: Oldies, französische Chansons, griechische Musik, Songs aus Italien, Spanien, Portugal und Lateinamerika, Countrysongs aus den USA, Instrumentals und Soundtracks, Musik aus Skandinavien. In zwei weiteren Blöcken werden jeweils neue Songs aus der Musikdatenbank und Musik aus der Schweiz vorgestellt. Je einmal am Vormittag und am Nachmittag läuft die Sendung "Humorissimo" mit lustigen Sketchs. Ab 22:00 Uhr werden in der Sendung „Sweet Dreams“ vorwiegend Softrock, Instrumentals, light Classics und Chillout gespielt. Jeweils Freitags ab 22:00 Uhr sendet Sunradio die Tanzsendung "80s Disco Fever", mit den besten Italodisco-Rhythmen. In der Musikrotation befinden sich rund 31'000 Titel.

## Verbreitungswege
Sunradio wird auf folgenden Verbreitungswegen ausgestrahlt (Stand: 4. Januar 2024):
| Verbreitungsweg                             | Frequenz / Kanal / Programmplatz                                         | Sendegebiet / Versorgung |
| ------------------------------------------- | ------------------------------------------------------------------------ | --- |
| DAB+                                        | Kanal 6A                                                                 | Berner Oberland |
| DAB+                                        | Kanal 10D                                                                | Biel-Solothurn |
| Webstream (mp3)                             | https://www.sunradio.ch/livestream.m3u                                   | schweizweit |
| Swisscom TV (IP)                            | Programmplatz 60                                                         | schweizweit |
| Quickline (IP)                              | Programmplatz variabel                                                   | schweizweit |
| Sunrise / UPC (DVB-C/IP)                    | LCN 860                                                                  | Grosse Teile der Schweiz (zusätzlich schweizweit via Sunrise TV) |
| gib Solutions AG (DVB-C)                    | LCN 999                                                                  | Zürich, Basel, Schwyz, Baden oder Aarburg und 35 Weitere Gemeinden oder Stadtbezirke |
| Rega-Sense AG (DVB-C)                       | LCN 623                                                                  | Grosse Teile des Kantons Freiburg |
| R. Geissmann AG (DVB-C)                     | LCN 522                                                                  | 27 Gemeinden in den Kantonen Aargau, Basel-Landschaft, Basel-Stadt und Solothurn |
| GGA Pratteln (DVB-C)                        | LCN 842                                                                  | Birsfelden, Rheinfelden, Kaiseraugst, Augst, Giebenach, Olsberg |
| Evard Antennenbau AG (DVB-C)                | LCN 904                                                                  | Gemeinden Port und Biel-Süd sowie Nidau und 17 weitere Gemeinden |
| Technische Betriebe Glarus Nord (DVB-C)     | LCN 879                                                                  | Gemeinde Glarus Nord |
| EW Schwyz AG (DVB-C)                        | LCN 879                                                                  | Bezirke Küssnacht, Gersau, Teile Bezirk Schwyz (Ingenbohl, Morschach-Stoos, Oberiberg, Alpthal, Rothen- thurm, Steinerberg, Arth-RigiGebiet), Luzerner Seegemeinden (Greppen, Weggis und Vitznau) |
| ebs TeleNet AG (DVB-C)                      | LCN 373                                                                  | Gemeinden Lauerz, Schwyz, Morschach, Illnau und Muotathal |
| fga – Fernsehgenossenschaft Aarburg (DVB-C) | LCN 999                                                                  | Gemeinde Aarburg |
| Tele Alpin AG (DVB-C)                       | LCN 908                                                                  | Gemeinde Engelberg |
| Rega Sense                                  | LCN 623                                                                  | Zahlreiche Gemeinden im ganzen Kanton Freiburg |
| Online Radio Box                            | https://onlineradiobox.com/ch/sun/?cs=ch.sun&played=1                    | weltweit |
| MyTuner Radio                               | https://mytuner-radio.com/radio/sunradio-best-international-music-463138 | weltweit |
| TuneIn                                      | http://tun.in/sfIXd                                                      | weltweit |
| radio.de                                    | http://sunradioch.radio.de                                               | weltweit |
| Streema                                     | http://streema.com/radios/play/Sunradio_2                                | weltweit |
| Radio Garden                                | https://radio.garden/listen/sunradio/HG6NCukv                            | weltweit |
| radiosonline.ch                             | http://www.radiosonline.ch/sunradio                                      | weltweit |

## Organisation
Sunradio besteht als unabhängige Einzelfirma, mit Sitz in der Schweiz. Verantwortlicher Betreiber ist Stefan Grünig. Das Rundfunkangebot gilt als meldepflichtiges Programm, beim schweizerischen Bundesamt für Kommunikation (BAKOM) und ist Mitglied des Schweizer Radioverbandes UNIKOM.